# Göscheneralp
Die Göscheneralp war eine Alpsiedlung in der Gemeinde Göschenen im Kanton Uri in der Schweiz. Zur hoch gelegenen Siedlung gehörte auch der Weiler Gwüest. Göscheneralp befand sich etwa neun Kilometer westlich des Taldorfes Göschenen. Gegen Nordwesten schliesst die Chelenalp an die Göscheneralp an. In der Nähe liegt auch das Voralptal. Nach dem Bau des Staudamms für den Göscheneralpsee wurde die Alp überflutet, und die Bewohner siedelten nach Gwüest um.
Der Weiler war mit einer Höhe von 1715 m ü. M. eine der höchstgelegenen Dauersiedlungen in der Schweiz, was ihr eine besondere Stellung im Hinblick auf die Siedlungsgeschichte des Alpenraums verleiht. Ihre besondere siedlungsgeographische Bedeutung liegt auch in der Nähe zum Gotthardpass, für den sie als Produzent von Viehfutter eine existenzielle Bedeutung hatte.

## Siedlungsgeschichte
Ob auf der Göscheneralp eine Siedlung während des Hochmittelalters existierte, bleibt Gegenstand der wissenschaftlichen Kontroverse. Der Alpname «Berg» für die Trogschulter des Chelengletschers (sogenannte Sonnenterrasse auf 1950 m) über dem Älplerboden und der Bratschifluh könnte eine Parallele zur Bergalp im Meiental (ebenfalls auf 2000 m und am Sonnenhang) darstellen. Die klimatischen Bedingungen waren im Hochmittelalter gegeben, um temporäre oder sogar Dauersiedlungen auf diesen Höhenlagen zu ermöglichen, und somit käme der «Berg» über der späteren Göscheneralp um das Jahr 1200 in Frage. Viele hoch gelegene mittelalterliche Bergsiedlungen wurden jedoch um 1400 wegen der Pest, wegen Kriegen oder Klimaverschlechterungen aufgegeben. Die wichtigsten Gründe für eine Besiedelung der Göscheneralp waren wirtschaftliche Rahmenbedingungen in der Schweiz.
Die ganzjährige Besiedelung der Alp begann spätestens nach dem westfälischen Frieden von 1648. Die Zunahme der Bevölkerung liess diese in die Seitentäler der Region ausweichen (Bevölkerungsdruck), jedoch verloren diese Täler immer wieder an Attraktivität. Durch den einsetzenden Saumverkehr entstand ein verstärkter Viehhandel mit den Bauern, die den vermehrten Futterbedarf der Tiere in den Hochtälern decken mussten. Hierzu konnte die Göscheneralp als nahe dem Gotthardpass gelegenes Anbaugebiet einen entscheidenden Beitrag leisten (siehe dazu auch Chelenalphütte).

### Entwicklung der periodischen Siedlung zur Dauersiedlung
Laut Erzählungen hätte es sich bei den ersten Dauersiedlern um verarmte Ziegenbauern oder verbannte Diebe und Schmuggler gehandelt. Hinweise auf die Errichtung einer winterfesten Siedlung sind kaum zu finden. Als Quellen liegen nur zwei Zeichnungen vor: Im Jahr 1794 oder früher stellte Franz Xaver Triner zwei Aquarellskizzen her, von denen das eine Bild zwei Häuser des Dörfli auf 1700 m zeigt:
1. Ein Bild von mit Gneisplatten bedeckten Dächern, Butzenscheiben und stabilen Steinfundamenten.
2. Das zweite Bild zeigt eine familiäre Idylle inmitten des kargen Gebietes, mit spielenden Kindern und zarter Bewölkung.

### Die Siedlungsstruktur – die sozialen Verhältnisse
Die Siedlung wurde auf einem leicht erhöhten Gelände neben der Göschener Reuss, einem mäandrierenden Wildbach, errichtet, um es vor Überschwemmungen zu schützen. Es herrschte eine hohe Fluktuation der Bewohner vor allem durch Landlose. Somit bestand das Dörfli aus einer sozialen Schicht von Bergbauern, Handwerkern und deren Knechten ohne eigenes Land.
Die Klimaverbesserung in der 2. Hälfte des 17. Jahrhunderts gab den Anstoss zur Nutzung von hohen Weideflächen. Während der kalten Wintermonate konnten die Bewohner der Alp handwerkliche Tätigkeiten verrichten. Das Ende des Dreissigjährigen Krieges bedeutete für die Schweiz eine wirtschaftliche Rezession, und die Bevölkerung war gezwungen, neue Wirtschaftszweige zu finden. Die Lebensverhältnisse im 18. Jahrhundert sind weitgehend unklar. Es existieren zwar Reisebeschreibungen des Göschenertals von 1743 und 1747, die den Namen Gestineralp erwähnen. Jedoch weisen sie darauf hin, dass die Reisenden nicht bis auf die Alp vorgedrungen sind.
Nachdem ein Staudammprojekt, das unter anderem der Energieversorgung der Gotthardbahn dienen sollte, in Andermatt am Widerstand der Bevölkerung gescheitert war, wurde als Alternative das Göscheneralptal (Projekt Göscheneralpsee) ausgewählt, was das Ende für die Alp bedeutete.